# Alondra González
Alondra González Meza (1 de abril de 1995, Guadalajara), también conocida como Nona González, es una futbolista profesional mexicana. Participó en tres de los clubes deportivos con mayor trayectoria del fútbol mexicano en la Primera División Femenil de México.
Participó en reality show “Exatlon EU” en tres temporadas. 
Su enfoque siempre ha sido el mundo fitness, tiene diferentes certificaciones de Personal Trainer, además de ser coach de indoor cycling.  

## Clubes
En 2018, debutó con el Club Deportivo Guadalajara Femenil frente al Atlas Femenil. Posteriormente, formó parte del Club Deportivo América Femenil hasta 2019 donde obtuvo un campeonato. Participó con el Club Deportivo Cruz Azul Femenil como mediocampista desde 2019. En 2021, formó parte del Club Deportivo FC Juárez Femenil como defensa.

## Premios
Logró el campeonato en su primer torneo con el club América 
Durante el 2020, participó en el reality show deportivo Exatlón transmitido desde Estados Unidos, obteniendo el lugar de subcampeona general y campeona femenil.